# 中﨑絵梨奈
中﨑 絵梨奈（なかざき えりな、1993年6月8日 - ）は、日本のグラビアアイドル、女優、タレント。2013年に結成された日本の女性アイドルグループChubbiness（チャビネス）の元メンバー。
福岡県出身。エイベックス・マネジメント所属。公表されているスリーサイズは、B87（Eカップ）/W58/H84。愛称は『えなたん』。

## 略歴
高校を卒業して、工場へ部品を発注する会社でOLをしていたが何かをしたいと思い芸能界のオーディション募集をみて挑戦、合格したことで芸能界デビュー。『ぷに子が日本をHAPPYに』を合言葉に、2013年6月にavexとCanCamが手を組んで開催した「全国ぷに子オーディション」で約3,500名の中から選ばれたChubbiness（チャビネス）のメンバーとなる。楽曲プロデュースは古坂大魔王が行い、ピコ太郎の姉妹ユニットとして2013年から2019年までユニット活動。担当カラーは濃いピンク。
2019年3月9日、Chubbiness全員の卒業をもってグラビアアイドル、女優、アーティストなど幅広く活動。
2016年、第7回ミスヤングチャンピオングランプリ受賞。2019年、第2回サンスポGoGoクイーングランプリ受賞。
2018年にバスケットLIVEでのリポーターや、Player of the Monthプレゼンターに就任し、2021年にバスケットボール雑誌「ダブドリ」のダブドリウェブ、初代「ダブドリガール」に就任する等、バスケ好きタレントとしても活動。ライブ活動も行うなどアーティストとしても活動の幅を広げている。

## 人物
- 趣味は、バスケットボール・B.LEAGUE観戦・楽曲制作・読書・ギター。
- 特技は、タイピング（タイピング技能検定1級）・Excel検定1級・日商簿記2級・商業簿記2級。
- 2019年にサンケイスポーツ主催 サンスポGoGoクイーンのグランプリを共に受賞した西永彩奈とは、二人に共通する友人が居ることから、このオーディションが始まった時からずっと仲良しである[9]。

## 出演

### 映画
- 『クロガラス 0』（2021年）- 佐和子 役[10]
- 短編映画『サイレントタイム』（2023年）- 畑中雫 役
- 『鯨の骨』（2023年）
- 『卍 リバース』（2024年） - 弥生 役[11]

### 舞台
2017年
- SANETTY Produce『不思議の国のカンタータ 〜泣き声混じりの空想歌〜』（2017年11月22日 - 26日、新宿村LIVE） - ツキヨミ 役（ダブルキャスト）

2018年
- 『チャビネスエンターテイメントショー』グループ演劇公演 （新宿角座）

2019年
- SANETTY Produce 『不思議の国のカンタータ 〜泣き声混じりの空想歌〜』（2019年2月12日 - 16日、CBGKシブゲキ!!）（再演） - ツキヨミ 役（ダブルキャスト）
- 少女人形舞台『幻奏の宴Vol.33〜甘い薔薇の迷宮〜』（2019年6月15日、AKIHABARA SIXTEEN Z）- ゲスト出演
- 朝倉薫プロデュース・ガールズハイパーミュージカル『スタントウーマン！』（2019年8月6日 - 12日、築地本願寺ブディストホール） - 那智組 里中社長（里中美津子） 役（ダブルキャスト）
- THE☆JACABAL'S『道雪』 （2019年10月2日 - 6日、両国シアターＸ）- お吉 役
- アドリブ心理劇『レジスタンスイレブン』（2019年10月13日・14日、東京映画・俳優＆放送芸術専門学校ホール）
- 『明日、君を食べるよ』（2019年11月20日 - 12月1日、アトリエファンファーレ東池袋） - ソバッカス 役

2020年
- Pave the Way『寓話のゴーグル』（2020年1月13日 - 19日、劇場MONO） - ヒロイン 土久田凛 役（ダブルキャスト）
- Avenue X theater vol.1『バレンタイン・ブルー〜Xアベニューに吹く風は素敵なメロディーを連れてくる〜』（2020年2月18日 - 25日、博品館劇場）- 杉山葵 （そらぽん）役
- 劇団たいしゅう小説家『煉獄島殺人事件？』（2020年8月26日 - 30日、萬劇場）- ヒロイン　ナルミ 役

2021年
- 劇団たいしゅう小説家『Liquid』（2021年5月26日 - 30日、萬劇場）- 聖 役
- πTOKYOプロデュース朝の朗読劇6月公演『触れる距離』（2021年6月26日 - 7月4日、πTOKYO）
- 劇団たいしゅう小説家『湯もみガールズVII～晩夏もゆったり営業中？！～』（2021年8月18日 - 21日、萬劇場）- 美和 役
- 無情報本公演Vol.6『そこまでだ悪いやつ！』（2021年10月14日 - 17日、Box in Box Theatre）- 皆藤タツコ　役

2022年
- Girls Reading Theater『若草物語』（2022年3月12日、浅草花劇場）[12]
- 『麗和落語 〜二〇二二 夏の陣〜』 （2022年5月13日 - 15日、武蔵野芸能劇場）
- 『蒼天の宴』（2022年7月6日 - 10日、シアターサンモール）- 赤鬼 役
- 『虚構の森でハローハロー』（2022年8月24日 - 28日、六本木トリコロールシアター）- イロミ 役

2023年
- 『Re:turn〜過去と未来〜』（2023年2月8日 - 12日、中目黒キンケロ・シアター）- ヒロイン 役
- 舞台『モノクロ同盟 おとなのためのメルヘン』（2023年3月22日 - 26日、萬劇場）
- 演劇ユニットミチスガラ『寓話のゴーグル』（2023年4月26日 - 5月1日、上野ストアハウス）- ヒロイン 土久田凛 役（ダブルキャスト）

2025年
- 劇団CATMINT 第21回「所以 〜room for sympathy〜」（2025年6月4日 - 8日〈予定〉、赤坂RED/THEATER）[13]

### テレビ番組
- 『Hot Dog PRESS』（2015年 - 2016年、BS日テレ）- レギュラー出演
- 『東京オーディション（仮）』（2016年6月20日・2019年7月22日[14] ・9月16日[15] ・10月7日[16] ・10月28日[17]、TOKYO MX）
- 『コピンクス!』（2019年8月6日、静岡朝日テレビ）- リポーター出演
- 『痛快TV スカッとジャパン』（2019年9月30日、フジテレビ）
- 『とびっきり!しずおか 土曜版』（2020年2月22日、静岡朝日テレビ）- リポーター出演
- 『いろどりナビ』（2020年3月21日、静岡朝日テレビ）- リポーター出演
- 『コピンクス!』（2020年3月31日、静岡朝日テレビ）- リポーター出演
- 『ウッチャン式』（2021年1月3日、TBSテレビ）- ゲスト出演
- 『相席食堂』（2023年12月26日、ABCテレビ）- ゲスト出演

### ドラマ
- 仮面ライダーゼロワン 第19話・第20話・第24話（2020年1月19日 - 26日・2月23日、テレビ朝日）- 住田スマイル / アークマギア・ネオヒタイプ（声） 役
- シークレット同盟（2024年4月5日 - 6月21日、読売テレビ）[18]
- 好きなオトコと別れたい 第2話・最終回（2024年4月11日・6月20日、テレビ東京）[19]
- 恋は闇 第1話（2025年4月16日、日本テレビ） - 花邑百合子の元同僚キャバ嬢 役[20]
- ジョフウ 〜女性に××××って必要ですか?〜 第4話（2025年4月23日、テレビ東京） - 神崎保乃 役[21]

### ラジオ
2015年
- 『クロちゃんのアイドルステーション』（目黒FM） - ゲスト出演

2016年
- 『初恋居酒屋』- ゲスト出演
- 『おに魂』（FM NACK5）- ゲスト出演

2017年
- 『土曜deアミーゴ!』（RKBラジオ）- ゲスト出演
- 『DETANサタデー』（FM KITAQ） - メインMC[22]

2018年
- 『マブカワTV』（渋谷クロスFM）- ゲスト出演
- 『オオカミ少年片岡の君こそスターだ!!』 -  ゲスト出演

2019年
- 『Catch The Wave』（FM-FUJI）- ゲスト出演
- 『吉田恵美のキラキラマジカルRADIO』#3 - ゲスト出演
- 『渋谷でエアボール』（渋谷のラジオ）- ゲスト出演[23]
- 『渡邉ひかるのにょすらじ』（渋谷クロスFM）- ゲスト出演
- 『宮★桃ラジオ』（渋谷クロスFM）- ゲスト出演

2020年
- 『サンスポGoGoクイーンRADIO』（ニッポン放送）- メインパーソナリティ・出演：中崎絵梨奈・西永彩奈[9][24]
- 『おもてなしぶるーす♪』（渋谷クロスFM）- ゲスト出演
- 『宮★桃ラジオ』（渋谷クロスFM）- ゲスト出演
- 『Nutty Radio Show THE魂』（FM NACK5）- ゲスト出演
- 『鶴光の噂のゴールデンリクエスト』（ニッポン放送、ゲスト出演：中崎絵梨奈・西永彩奈）[25]

### ネット配信
- 『快感インストール』（2020年12月4日 - 12月25日、dTV） - 萌 役[26][27]。
- 『TTFC産直シアター 仮面ライダーセイバー 第1幕』（2020年12月27日、東映特撮ファンクラブ） - 中﨑貴璃子、アリメギドの声 役[28]
- 『あなたに聴かせたい歌があるんだ』（2022年5月20日、Hulu）
- 『秘密を持った少年たち』（2023年10月7日、TVer）

### CM
- 『花王ビオレｕハンドソープ』（2018年）- WEBCM
- 『マギレコ』（2019年）- TVCM

## 出版
2016年
- 『ヤングチャンピオン』（2016年9月27日、秋田書店）- 掲載

2017年
- 『ヤングチャンピオン』（2017年6月13日、秋田書店）- センターグラビア掲載
- 『MARQUEE Vol.122』（2017年8月10日、星雲社） - 掲載
- 『ENTAME genic side＠』2017年9月号（2017年8月18日、徳間書店）- 掲載

2018年
- 『FLASH』（2018年12月18日、光文社）- 掲載

2019年
- 『別冊ヤングチャンピオン』（2019年1月5日、秋田書店）- 掲載

2020年
- 『sabra net』- グラビア配信（2020年4月1日 - 30日、小学館）- 2020年4月Covergirl
- 『FLASH』（2020年7月7日[29][30]、光文社）- 掲載
- 『週刊Gallop』（2020年9月7日、産経新聞社）- 掲載
- 『週刊プレイボーイ』（2020年3月30日号・7月6日・13日合併号[31]・10月12日号[5][32][33][34]、集英社）- 掲載
- 『FRIDAY』（2020年10月16日号、講談社）- 掲載
- 『月刊エンタメ』（2020年12月・2021年1月合併号、徳間書店）- 掲載[35]

### デジタル写真集
- 【デジタル週プレ写真集】 中﨑絵梨奈『その微笑みに会いたくて』（2020年、集英社）[36]
- 【デジタル写真集】 中﨑絵梨奈『catch a smile』（2021年）[37]

### 書籍
- 2018年、グラビアbook『a-books GRAVURE』（2018年8月3日、avex）ISBN 978-4-8021-9218-7[38]
- 2019年、グラビアbook『a-books GRAVURE 2019-anthology-』（2019年3月22日、avex）ISBN 978-4-8021-9240-8

### DVD
- 2019年 - 1stDVD『MILK』（2019年1月24日、イーネット・フロンティア）

### カレンダー
- 『中崎絵梨奈 2022カレンダー』（2021年11月27日、ハゴロモ）

### コラム
- バスケット雑誌「ダブドリ」『主役になりたいひよこたち』（2022年5月27日 - 2023年2月28日、株式会社ダブドリ）

## イベント
- 『a-books GRAVURE』発売記念サイン会（2018年8月26日、味の素スタジアム内a-nation会場コミュニティエリア）
- 『ウインターカップ2018バスケットLIVEアンバサダー』（2018年12月23日 - 29日）[39]
- 『バスケットボールキング×バスケットLIVE　Player of the Monthプレゼンター』 (2018年 - 2019年シーズン) [40]
- 『週プレ酒場』（2019年5月15日）
- ラジオ日本/SANETTY Produce主催 宮崎理奈プロデュース『カンタータ THE LIVE』（2019年7月20日、ラジアントホール）
- 『バスケットボールキング×Pococha』イベント　Bリーガーへインタビュー！ 〜鎌田裕也選手篇〜[41]
- ファンクラブイベント『ERINAMANIA-vol.1』（2019年8月25日、東京都内）
- バスツアー『にんげんっていいな』（2019年10月22日、山梨県）
- 『有馬記念前夜祭 予想トークショー』（2019年12月21日、中山競馬場）[42]
- 1stワンマンライブ『GUITARISE』（2019年12月28日、月見ル君想フ、東京都）
- アドリブ心理劇『レジスタンスイレブン』2019年10月ガールズ版配信＆DVD応援イベント（2020年2月16日、コフレリオ新宿シアター）
- 『グラビアネクスト2021』 （2021年10月30日、東京都内）
- 『池山智瑛・中﨑絵梨奈9周年記念合同バスツアー』（2022年11月13日、群馬県）

## ディスコグラフィ

### 楽曲
- 2019年 - 1stシングル『君の隣で』
- 2019年 - 2ndシングル『my birthday』
- 2019年 - 3rdシングル『向日葵空』
- 2020年 - 4thシングル『Determination』
- 2020年 - 5thシングル『ミルクコーヒー』
- 2020年 - 6thシングル『Silent snow』
- 2020年 - 7thシングル『ホワイトシャワー』

## その他

### イメージキャラクター
- 初代ダブドリガール （2020年7月1日 - 2023年2月28日、株式会社タブドリ）

### Chubbiness関連
- Chubbinessオフィシャルサイト
- Chubbinessオフィシャルブログ　ぷにぷにeveryday - Ameba Blog
- チャビネス【公式】Chubbiness - YouTubeチャンネル